# Alan Hawkshaw
Alan Hawkshaw BEM (* 27. März 1937 in Leeds; † 16. Oktober 2021) war ein britischer Musiker und Komponist.

## Leben und Karriere
Er spielte für viele Künstler als Studiopianist und Keyboarder. In den frühen 1960er-Jahren war er Berufsmusiker bei Emile Fords Gruppe The Checkmates. 1967 veröffentlichte er mit der aus Session-Musikern bestehenden Band The Mohawks das Album The Champ, wovon einige Lieder aus seinem eigenen Album Mo'Hawk erschienen. 1969 ersetzte er Bruce Welch bei The Shadows bei Konzerten in Fernost und spielte auf ihren Alben „Shades of Rock“, „Live at Sankey Hall / Japan“ und dem Nummer-1-Album „Strings of Hits“ mit. Auch an beiden LPs von Marvin, Welch & Farrar war er beteiligt. Von 1973 bis 1975 war er Mitglied bei der britischen Pop-Rock-Band Fancy. Andere Musiker, bei denen er spielte, waren Cliff Richard, Olivia Newton-John, Roger Daltrey, Des O’Connor und 2009 auch für Daniel Merriweather in „Chainsaw“. Außerdem war er laut Tom Lord zwischen 1967 und 1972 an Aufnahmesessions von Brian Bennett (Change of Direction), dem Vic Lewis Orchestra und Chris Spedding (The Only Lick I Know) beteiligt.
Neben seiner Karriere als Keyboarder komponierte er zwischen 1968 und 2012 die Musik für über 20 Serien, Fernseh-, Dokumentar- und Kinofilme.

## Filmografie (Auswahl)
- 1968–1969: Spider-Man (Fernsehserie, 3 Episoden)
- 1969: Four on the Floor
- 1975: A Guy and a Gal
- 1978: The Silent Witness (Dokumentarfilm)
- 1981: The Monster Club (Segment „Humgoo Story“)
- 1982: Channel 4 News (Fernsehserie)
- 1983: Tucker’s Luck (Fernsehserie, 2 Episoden)
- 1983: The Outsider (Fernsehserie)
- 1985: There Comes a Time (Fernsehserie, 1 Episode)
- 1985: World of Strange Powers (Fernsehdokumentarserie)
- 1985: Going Undercover
- 1985: The Winning Streak (Fernsehminiserie)
- 1987: Farrington of the F.O. (Fernsehserie, 7 Episoden)
- 1987: Dreams Lost, Dreams Found (Fernsehfilm)
- 1987–1992: The New Statesman (Fernsehserie, 27 Episoden)
- 1988: Room at the Bottom (Fernsehserie, 7 Episoden)
- 1989: Magic Moments (Fernsehfilm)
- 1989 Storyboard (Fernsehserie, 1 Episode)
- 1992 Love Hurts (Fernsehserie)
- 1998: Unfinished Business (Fernsehserie)
- 2004: Chipman (Kurzfilm)
- 2007: Piccadilly Cowboy
- 2012: Napoleon Dynamite (Fernsehserie, 3 Episoden)
- 2012: 8 Out of 10 Cats Does Countdown (Fernsehserie, 2 Episoden)